# Pterostylidinae
Pterostylidinae vormen een subtribus binnen de Cranichideae, een tribus uit de orchideeënfamilie (Orchidaceae)
De subtribus omvat één geslacht van ongeveer 100 soorten.
Pterostylidinae zijn terrestrische orchideeën. Ze worden gekenmerkt door een gevleugeld gynostemium of zuiltje. De Australische naam 'greenhood' (groenkapje) wijst op de groene helm, die de meeste bloemen bezitten.
Pterostylidinae-soorten zijn beperkt tot het Australaziatisch gebied: Australië, Nieuw-Zeeland, Papoea-Nieuw-Guinea, Nieuw-Caledonië en Tasmanië.

## Taxonomie
De subtribus Pterostylidinae is een monotypische groep, met slechts één geslacht.
- Geslacht:
  - Pterostylis R. Br. (1810)